# Partecipanti al Giro d'Italia 1994
Elenco dei partecipanti al Giro d'Italia 1994.
Il Giro d'Italia 1994 fu la settantasettesima edizione della corsa. Alla competizione presero parte 17 squadre, ciascuna delle quali composta da nove corridori, per un totale di 153 ciclisti. La corsa partì il 22 maggio da Bologna e terminò il 12 giugno a Milano; in quest'ultima località portarono a termine la competizione 99 corridori. 

## Corridori per squadra
Nota: R ritirato, NP non partito, FT fuori tempo, SQ squalificato.
| Banesto                    | Banesto                    | Banesto                    | Gewiss-Ballan          | Gewiss-Ballan          | Gewiss-Ballan          | Motorola               | Motorola                  | Motorola               |
| -------------------------- | -------------------------- | -------------------------- | ---------------------- | ---------------------- | ---------------------- | ---------------------- | ------------------------- | ---------------------- |
| 1                          | Miguel Indurain            | 3°                         | 61                     | Giorgio Furlan         | NP 12ª                 | 121                    | Raúl Alcalá               | R 20ª                  |
| 2                          | José Luis Arrieta          | 49°                        | 62                     | Moreno Argentin        | 14°                    | 122                    | Michel Dernies            | 81°                    |
| 3                          | Santiago Crespo            | 67°                        | 63                     | Guido Bontempi         | 69°                    | 123                    | Andrew Hampsten           | 10°                    |
| 4                          | Stéphane Heulot            | 65°                        | 64                     | Evgenij Berzin         | 1°                     | 124                    | Steve Larsen              | 84°                    |
| 5                          | Prudencio Indurain         | 50°                        | 65                     | Alberto Volpi          | 35°                    | 125                    | Gabriele Rampollo         | R 19ª                  |
| 6                          | Jesús Montoya              | R 20ª                      | 66                     | Pëtr Ugrjumov          | 24°                    | 126                    | Álvaro Mejía              | 39°                    |
| 7                          | Gérard Rué                 | 34°                        | 67                     | Bjarne Riis            | 70°                    | 127                    | Jan Schur                 | R 10ª                  |
| 8                          | José Ramon Uriarte         | 52°                        | 68                     | Bruno Cenghialta       | 36°                    | 128                    | Brian Smith               | 95°                    |
| 9                          | Erwin Nijboer              | 87°                        | 69                     | Enrico Zaina           | 26°                    | 129                    | Bjørn Stenersen           | R 20ª                  |
| Amore & Vita-Galatron      | Amore & Vita-Galatron      | Amore & Vita-Galatron      | Jolly Componibili-Cage | Jolly Componibili-Cage | Jolly Componibili-Cage | Navigare-Blue Storm    | Navigare-Blue Storm       | Navigare-Blue Storm    |
| 11                         | Riccardo Forconi           | 77°                        | 71                     | Zenon Jaskuła          | NP 10ª                 | 131                    | Michele Coppolillo        | 29°                    |
| 12                         | Simone Borgheresi          | 96°                        | 72                     | Dmitrij Konyšev        | R 19ª                  | 132                    | Massimo Podenzana         | 7°                     |
| 13                         | Giuseppe Calcaterra        | 79°                        | 73                     | Endrio Leoni           | NP 12ª                 | 133                    | Stefano Zanini            | 48°                    |
| 14                         | Gianluca Pierobon          | R 20ª                      | 74                     | René Foucachon         | 94°                    | 134                    | Fabrizio Settembrini      | R 14ª                  |
| 15                         | Alessio Di Basco           | R 14ª                      | 75                     | Laurent Pillon         | 88°                    | 135                    | Roberto Pagnin            | 97°                    |
| 16                         | Rodolfo Massi              | 37°                        | 76                     | Dante Rezze            | R 19ª                  | 136                    | Giuseppe Guerini          | 32°                    |
| 17                         | Valter Bonca               | R 20ª                      | 77                     | Stefano Zanatta        | R 12ª                  | 137                    | Lubos Lom                 | R 14ª                  |
| 18                         | Maurizio Molinari          | 75°                        | 78                     | Fausto Dotti           | 90°                    | 138                    | Massimo Strazzer          | R 6ª                   |
| 19                         | Antonio Fanelli            | R 13ª                      | 79                     | Gianluca Gorini        | 82°                    | 139                    | Angelo Citracca           | R 13ª                  |
| Brescialat-Ceramiche Refin | Brescialat-Ceramiche Refin | Brescialat-Ceramiche Refin | Kelme-Avianca-Gios     | Kelme-Avianca-Gios     | Kelme-Avianca-Gios     | Polti-Vaporetto        | Polti-Vaporetto           | Polti-Vaporetto        |
| 21                         | Flavio Giupponi            | 17°                        | 81                     | Laudelino Cubino       | R 20ª                  | 141                    | Gianni Bugno              | 8°                     |
| 22                         | Bruno Leali                | 47°                        | 82                     | Augusto Triana         | 38°                    | 142                    | Džamolidin Abdužaparov    | 44°                    |
| 23                         | Fabio Bordonali            | R 20ª                      | 83                     | Federico Muñoz         | 33°                    | 143                    | Giovanni Fidanza          | 74°                    |
| 24                         | Luca Gelfi                 | R 19ª                      | 84                     | Andrei Sypytkowski     | 73°                    | 144                    | Ivan Gotti                | 16°                    |
| 25                         | Fabio Roscioli             | 56°                        | 85                     | Nestor Mora            | 71°                    | 145                    | Sergei Utchakov           | 21°                    |
| 26                         | Eric Vanderaerden          | R 15ª                      | 86                     | Libardo Niño           | 72°                    | 146                    | Oscar Pellicioli          | 25°                    |
| 27                         | Roberto Pelliconi          | R 20ª                      | 87                     | José Ángel Vidal       | R 15ª                  | 147                    | Mario Scirea              | 85°                    |
| 28                         | Felice Puttini             | 62°                        | 88                     | Julio César Ortegón    | 54°                    | 148                    | Georg Totschnig           | 13°                    |
| 29                         | Heinz Imboden              | R 21ª                      | 89                     | Hernán Buenahora       | R 21ª                  | 149                    | Dmitrij Ždanov            | R 19ª                  |
| Carrera-Tassoni            | Carrera-Tassoni            | Carrera-Tassoni            | Lampre-Panaria         | Lampre-Panaria         | Lampre-Panaria         | Telekom-Merckx         | Telekom-Merckx            | Telekom-Merckx         |
| 31                         | Claudio Chiappucci         | 5°                         | 91                     | Pavel Tonkov           | 4°                     | 151                    | Udo Bölts                 | 18°                    |
| 32                         | Volodymyr Pulnikov         | 11°                        | 92                     | Wladimir Belli         | 12°                    | 152                    | Jens Heppner              | 58°                    |
| 33                         | Leonardo Sierra            | 63°                        | 93                     | Davide Bramati         | 80°                    | 153                    | Christian Henn            | R 12ª                  |
| 34                         | Marco Pantani              | 3°                         | 94                     | Roberto Conti          | 19°                    | 154                    | Dominik Krieger           | 93°                    |
| 35                         | Mario Chiesa               | 59°                        | 95                     | Gianni Faresin         | 31°                    | 155                    | Mario Kummer              | R 20ª                  |
| 36                         | Samuele Schiavina          | R 7ª                       | 96                     | Mirco Gualdi           | R 14ª                  | 156                    | Uwe Raab                  | R 20ª                  |
| 37                         | Stefano Checchin           | 76°                        | 97                     | Giovanni Lombardi      | 91°                    | 157                    | Marc van Orsouw           | R 4ª                   |
| 38                         | Marco Artunghi             | FTM 7ª                     | 98                     | Zbigniew Spruch        | 66°                    | 158                    | Jürgen Werner             | 99°                    |
| 39                         | Remo Rossi                 | FTM 7ª                     | 99                     | Ján Svorada            | R 20ª                  | 159                    | Steffen Wesemann          | R1ª                    |
| Castorama                  | Castorama                  | Castorama                  | Mapei-CLAS             | Mapei-CLAS             | Mapei-CLAS             | ZG Mobili-Selle Italia | ZG Mobili-Selle Italia    | ZG Mobili-Selle Italia |
| 41                         | Armand de Las Cuevas       | 9°                         | 101                    | Franco Ballerini       | R 7ª                   | 161                    | Fabio Casartelli          | R 15ª                  |
| 42                         | Thierry Bourguignon        | R 13ª                      | 102                    | Gianluca Bortolami     | 51°                    | 162                    | Andrea Ferrigato          | 28°                    |
| 43                         | Laurent Brochard           | 55°                        | 103                    | Andrea Chiurato        | 45°                    | 163                    | Fabiano Fontanelli        | 68°                    |
| 44                         | Thomas Davy                | 40°                        | 104                    | Stefano Della Santa    | R 15ª                  | 164                    | Massimo Ghirotto          | 41°                    |
| 45                         | Fabian Jeker               | R 19ª                      | 105                    | Marco Giovannetti      | NP 16ª                 | 165                    | Raul Montaña              | R 6ª                   |
| 46                         | Laurent Madouas            | 27°                        | 106                    | Dario Nicoletti        | 83°                    | 166                    | Giancarlo Perini          | 57°                    |
| 47                         | Thierry Marie              | R 20ª                      | 107                    | Andrea Noè             | R 9ª                   | 167                    | Hendrik Redant            | R 20ª                  |
| 48                         | Jean-Cyril Robin           | 42°                        | 108                    | Valerio Tebaldi        | 92°                    | 168                    | Nelson Rodríguez          | 6°                     |
| 49                         | Heinrich Trumheller        | NP 13ª                     | 109                    | Andrej Teterjuk        | 78°                    | 169                    | Mauro Antonio Santaromita | 53°                    |
| GB-MG Maglificio           | GB-MG Maglificio           | GB-MG Maglificio           | Mercatone Uno          | Mercatone Uno          | Mercatone Uno          |                        |                           |                        |
| 51                         | Fabio Baldato              | R 20ª                      | 111                    | Michele Bartoli        | 43°                    |                        |                           |                        |
| 52                         | Davide Rebellin            | 20°                        | 112                    | Francesco Casagrande   | 22°                    |                        |                           |                        |
| 53                         | Pascal Richard             | 15°                        | 113                    | Franco Chioccioli      | 46°                    |                        |                           |                        |
| 54                         | Marco Saligari             | 64°                        | 114                    | Adriano Baffi          | R 14ª                  |                        |                           |                        |
| 55                         | Maximilian Sciandri        | R 20ª                      | 115                    | Paolo Fornaciari       | 61°                    |                        |                           |                        |
| 56                         | Luca Scinto                | 86°                        | 116                    | Eros Poli              | 98°                    |                        |                           |                        |
| 57                         | Rolf Sørensen              | 30°                        | 117                    | Massimiliano Lelli     | R 14ª                  |                        |                           |                        |
| 58                         | Flavio Vanzella            | 60°                        | 118                    | Mariano Piccoli        | 89°                    |                        |                           |                        |
| 59                         | Franco Vona                | 23°                        | 119                    | Silvio Martinello      | R 15ª                  |                        |                           |                        |

### Legenda
| Legenda          | Legenda | Legenda       | Legenda                                                  |
| ---------------- | --- | ------------- | -------------------------------------------------------- |
| Dorsale          | Dorsale di partenza del ciclista | Posizione     | Posizione finale nella classifica generale               |
| Maglia rosa      | Indica il vincitore della classifica generale                                                                                        | Maglia verde  | Indica il vincitore della classifica dei GPM             |
| Maglia ciclamino | Indica il vincitore della classifica a punti                                                                                         | Maglia bianca | Indica il vincitore della classifica dei giovani         |
| NP               | Indica un ciclista che non è ripartito in una tappa la mattina                                                                       | R             | Indica un ciclista che si è ritirato in una tappa        |
| FTM              | Indica un ciclista che ha concluso una tappa fuori tempo, ossia ha impiegato più tempo rispetto a quanto stabilito dal tempo massimo | EX            | Corridore escluso per non aver rispettato il regolamento |

## Corridori per nazione
Le nazionalità rappresentate nella manifestazione sono 23; in tabella il numero dei ciclisti suddivisi per la propria nazione di appartenenza:
| Numero ciclisti | Nazione                                                                                            |
| --------------- | -------------------------------------------------------------------------------------------------- |
| 81              | Italia                                                                                             |
| 12              | Francia                                                                                            |
| 10              | Germania                                                                                           |
| 9               | Spagna                                                                                             |
| 8               | Colombia                                                                                           |
| 4               | Russia, Svizzera                                                                                   |
| 3               | Belgio                                                                                             |
| 2               | Danimarca, Messico, Paesi Bassi, Polonia, Stati Uniti, Ucraina                                     |
| 1               | Austria, Gran Bretagna, Lettonia, Kazakistan, Norvegia, Rep. Ceca, Slovacchia, Slovenia, Venezuela |